# ادبیات بلوچی
ادبیات بلوچی (بلوچی: بلۆچی لبزانک و ادب) به مجموعه نوشته‌ها، سروده‌ها یا داستان‌هایی اطلاق می‌شود که به گویش‌های مختلف زبان بلوچی از جمله رخشانی، مکرانی، سلیمانی یا بلوچی سرحدی و گویش‌های مخلتف این زبان نوشته یا سروده شده‌اند.
ادبیات بلوچستان یادگاری از دوره‌های مختلف فرهنگ و تمدن بلوچ‌ها است، که در آثار ادبیات بلوچی روایت افسانه‌ها و اسطوره‌های باستانی و قدیمی شان از جمله داستان‌های هانی و شیخ مرید، میر چاکر رند، گِسِّدُک، اشکش بلوچ و دودا، حماسه بالاچ، حمل جییند، شهداد و مهناز، دوستین وشیرین و گراناز
حدوداً تا پیش از ۱۹۴۰ چندان ادبیات مکتوب منسجمی به زبان بلوچی در دست نیست. اما در دهه چهل میلادی، بعضی از تحصیل‌کردگان بلوچ به گرد آوری و تدوین اشعار و داستانهایی که غالباً به صورت شفاهی و سینه به سینه نقل شده بود پرداختند.
در سال ۱۹۵۱ خیر محمد ندوی برای اولین بار مجله ای به زبان بلوچی به نام اومان منتشر کرد.
این ماهنامه در محافل علمی و ادبی بسیار مورد استقبال قرار گرفت و باعث تشویق آن دسته از نویسندگان و پژوهشگران بلوچ که به زبانهای اردو، فارسی یا انگلیسی می‌نوشتند شد.
رابرت لیچ نخستین کسی بود که از شعر بلوچ را در نوشته‌ای با عنوان «طرحی از زبان بلوچی شمالی» معرفی کرد، پس از او، لانگ ورث دیمز در ۱۸۷۵م به بررسی علمی و جمع‌آوری شعرها و ترانه‌های بلوچ پرداخت و نخستین بار در ۱۸۸۱م نمونه‌هایی از آنها را در مقاله‌ای با عنوان «طرحی از زبان بلوچی شمالی» عرضه کرد.
از بزرگان ادبیات بلوچی می‌توان به ناطق مکرانی، ملارگام، زیب مگسی، قاضی نور محمد گنج ابوی، عبدالله روانبد و سید ظهور شاه هاشمی، صبا دشتیاری و میر گل خان نصیر نام برد.

## ادوار مختلف
در تقسیم‌بندی تاریخ ادبیات بلوچی نظرات متعددی بین محققان وجود دارد اما شناخته شده‌ترین و صائب‌ترین این نظرات ادبیات بلوچی را به دو گونه تقسیم‌بندی می‌کنند.
نظر اول اینکه تاریخ ادبیات بلوچی از سه دوره عمده تشکیل شده است. دوره اول مشهور به دوره کهن یا کلاسیک، دوره دوم مشهور به دوره ملایان (ملایی) و دوره سوم دوره معاصر است.
گروهی دیگر از پژوهشگران برای ادبیات بلوچی چهار دوره در نظر گرفته‌اند، دوره اول از قرن پانزدهم میلادی تا نیمه اول قرن شانزدهم به دوره رند و لاشار معروف بوده، دوره دوم از سال ۱۵۰۰ میلادی که حاکمان و قوم رند لاشار به سند و پنجاب مهاجرت کردند تا حدود سال ۱۸۰۰ میلادی زمانی که بریتانیا بلوچستان را مورد تهاجم و تجاوز قرار داد، دوره سوم از زمان تجاوز انگلیس به بلوچستان تا ۱۹۲۰ میلادی به دوره بریتانیا معروف است و از ۱۹۲۰ میلادی تاکنون تماماً
دوره معاصر نام دارد. ایوب درازهی در گاهنامه سمین نیز برای تاریخ ادبیات بلوچی، از جمله شعر بلوچی از همین چهار دوره نام برده است، از دوره اول باعنوان دوره ناشناخته (بلوچی: گاریں دور) - دوره دوم دوره قدیم (بلوچی: اهدی دور) دوره سوم دوره نیمه قدیمی (بلوچی: نیم اهدی دور) و دوره چهارم دوره نو (بلوچی: نوکیں دور) نام برده است.

## دوره کهن یا کلاسیک
آثار به جا مانده از این دوره (که بیشتر به صورت شفاهی بوده‌اند) اشعار و داستانهای اساطیری- تاریخی هستند؛ اشعار و داستانهای این دوره بیشتر با نام قهرمانان افسانه‌ها شهرت دارند تا با نام گویندگان و سرایندگان آنها.
از کتاب‌هایی که دربارهٔ این دوره از تاریخ ادب بلوچی به رشته تحریر درآمده اند می‌توان به مجموعه قطور «میراث» که توسط پژوهشگر بلوچ فقیر شاد گرد آوری شده است اشاره کرد.

## دوره میانه (دوره ملایان)
اکثر ادبای شناخته شده در این دوره از فقها و روحانیان بوده‌اند به همین سبب امروزه بنام دوره ملایی یا ملایان شناخته می‌شود.
از شعرا و ادبای نامدار این دوره می‌توان به ملا فاضل مندی، ملا قاسم، ملا اسماعیل پل آبادی، ملا رگام واشی(خاشی)، ملا عزت پنجگوری، ملا نورمحمد بم پشتی و ملا ابراهیم باهوکلاتی را اشاره کرد.
نامدارترین شاعران این دوره ملا فاضل می‌باشد که تبحر و توانایی او در بدیهه سرایی مشهور است.
با توجه به نوآوری‌های فراوان و ابتکارات موجود در شعر ملا فاضل نه تنها او را از بزرگ‌ترین شعرای این دوره که بسیاری او را، از بزرگ‌ترین شعرای تمام تاریخ بلوچستان به‌شمار می‌آورند.
سروده‌های او در سه دفتر با نامهای «شپچراگ» «دِرَپشوکین سهیل» و «شه لَچه کار» گرد آوری شده است.

## دوره معاصر
دوران معاصر را می‌توان غنی‌ترین دوره ادبیات بلوچ دانست. در این دوره شاعران و نویسندگان بلوچ بر اثر مطالعه، آشنایی و تاثیرپذیری از ادبیات ملل مختلف جهان توانستند با استفاده از تکنیک‌ها و قالب‌های نوین، در داستان‌نویسی و شعر تحولی عظیم در ادب بلوچی پدیدآورند.
سید هاشمی، عبدالله روانبد، عطا شاد، کریم دشتی، جی آر ملا و مبارک قاضی از نامدارترین شاعران و نویسندگان این دوره محسوب می‌شوند.

## انواع ادبی

### مجلات و نشریه‌ها
از اوایل سال ۱۹۵۱ تا کنون همواره مجله‌هایی به زبان بلوچی منتشر شده و می‌شود و برخی از مشهورترین‌ها عبارت اند از:
ماهنامه بلوچی، ماهنامه لبزانک، ماهنامه سوغات، فصلنامه درد، فصلنامه چمگ و….

### فرهنگ‌ها و لغت نامه‌ها
مشهورترین لغت نامه بلوچی زبان، به نام لغت نامه «سید گنج» توسط سید ظهور شاه هاشمی در یک جلد قطور نگاشته شده است.
از دیگر فرهنگ‌های مشهور دیگر می‌توان به فرهنگ دو زبانه بلوچی - فارسی از عبدالغفور جهاندیده از اعضای هیئت علمی دانشگاه دریانوردی و علوم دریایی چابهار اشاره کرد.
برخی از فرهنگ‌هایی که در دست چاپ یا تحریر هستند:
میرگنج از احمد دهانی
فرهنگ لغت بلوچی از ایوب ایوبی با فونتیک دوزبانه
بلوچی دیکشنری که توسط جمعی از محققان و زبان شناسان آکادمی بلوچی کویته تدوین شده است
فرهنگ دو زبانه بلوچی- انگلیسی از ابن داود گوادری
انسائیکلوپیدیا بلوچستانیکا (دائرةالمعارف بلوچستان) توسط جمعی از زبان شناسان و پژوهشگران به سرپرستی پروفسور صبا دشتیاری در حال تدوین است.

### شعر
شعر از پربارترین انواع ادبی بلوچی به‌شمار می‌آید:
«کسدگوار» از سید ظهور شاه هاشمی، «شَپْ سحار اندیم» و «روچگر» از عطا شاد، «زرنوشت» از مبارک قاضی و «مکرانی شَیْر» از مولانا عبدالله روانبد برخی از مشهورترین دفاتر شعر به چاپ رسیده شاعران بلوچ در دوره معاصر می‌باشند.

### داستان
تاریخ آغاز داستان‌نویسی در ادبیات بلوچی بر می‌گردد به دهه پنجاه قرن بیستم میلادی پروفسور غنی پرواز، امان‌الله گچکی، بانل دشتیاری و حفیظ حسن‌آبادی از داستان نویسان مشهور بلوچ به‌شمار می‌روند.

### طنز
این نوع، از انواع ادبی در ادبیات بلوچی به نام «تژن و بِچْکند» معروف است. برخی از طنز نویسان صاحب نام دوره معاصر عبارتند از: محمدبیگ بیگل، اکرم صاحب خان، عیسی گل و…
و از مجموعه کتابهای طنز به چاپ رسیده دوران معاصر: «شکّل و ماجین»، «جوکر»، «زَندیْن دَپار» و «بیل و آلار» را می‌توان نام برد.

### نقد
نخستین نویسنده ای که در عرصه ادب بلوچی مقالات ناقدانه می‌نوشت را می‌توان کریم دشتی دانست؛ مجموعه نقدهای این نقاد چیره‌دست را می‌توان در کتاب «شر گداری» مطالعه نمود.
از سایر کتاب‌های نقد مشهور بلوچی عبارت اند از:
- لبزانکی نقد کاری از صبا دشتیاری
- لبزانکی شرگداری از غنی پرواز
- تناپین تران از صدیق آزاد

نگدانک از ناگمان

### رمان
نخستین رمان در ادبیات بلوچی توسط سید ظهور شاه هاشمی به رشته تحریر درآمد و پس از آن غنی پرواز، اسلم دوستڃن و فقیر محمد عنبر را می‌توان از رمان‌نویسان مشهور و صاحب‌نام بلوچ دانست.

### ترجمه
بیشترین آثار ترجمه شده به زبان بلوچی به ترجمه متون و آثار دینی بر می‌گردد.
از پر کارترین و شناخته شده‌ترین افراد این حوزه می‌توان قاضی عبدالصمد سربازی و خیر محمد ندوی را نام برد.

## ضرب‌المثل‌ها
در اینجا لیستی از ضرب‌المثل‌های بلوچی(بلوچی:بلۆچی بتل) آورده شده است:
| ضرب‌المثل‌های بلوچی                                            | معنی فارسی                                                                                          |
| ------------------------------------------------------------ | --------------------------------------------------------------------------------------------------- |
| آ گوهار ءَ که تنگئیں برات نیست، چو کلات ء که واجه یی ماں نیست | اگر خواهری بدون برادر باشد، مانند قلعه ای است که بدون پادشاه است.                                   |
| مرد که لج کنت بهائی کک اِنت، جن که لج کنت بهائی لکه اِنت       | یک مرد خجالتی ارزش یک بز را دارد، یک زن خجالتی ارزش یک شهر را دارد.                                 |
| اگا بیکارین سؤال جست کنی گورا ترا بیکارین جواب مل ات         | سوالات احمقانه بپرسید و پاسخ‌های احمقانه دریافت خواهید کرد.                                          |
| لوگ په مردم و مردم په لوگ                                    | خانه با اهلش زیبا می‌شود و اهل با خانه                                                               |
| تاسی آپ بور، سد سال و پا کں                                  | اگر در خانه کسی یک لیوان آب خوردی باید صد سال مدیون صاحبان آن خانه باشی و همیشه حرمتشان را حفظ کنی. |
| شُدءَمرد گوں مزارءَمیڑینتگگ                                     | گرسنگی انسان را به جنگ با شیر وامی‌دارد.                                                             |
| ریش وتی دست ءَ سپه دارنت                                      | طوری رفتار نکن که آبرویت را از دست بدهی                                                             |
| جوهر بلوچ آغیرتینت                                           | جوهر بلوچ غیرت و همت اوست.                                                                          |
| مرد په نام مریت نامرد په نان                                 | مرد برای نام می‌میرد و نا مرد برای نان                                                               |
| وهدی کی پیشی هدا نبی ات گورا مشک لیب کن انت                  | وقتی گربه دور است موش‌ها بازی می‌کنند.                                                                |

## تدریس در دانشگاه
زبان و ادبیات بلوچی در دانشگاه‌های ایالت بلوچستان پاکستان تدریس می‌شود. تدریس زبان و ادبیات بلوچی به عنوان یک رشته از سال ۱۹۸۵ در مرکز مطالعات پاکستان آغاز شد. دپارتمان بلوچی در دانشگاه بلوچستان نیز در سال ۱۹۹۲ تأسیس شد و میرعقیل‌خان منگال اولین مدیر آن بود.
با این وجود در ایران تأسیس رشتهٔ زبان و ادبیات بلوچی تاکنون متحقق نشده است. این در حالی‌ست که نویسندگان و روشنفکران متعددی خواهان تدریس زبان و ادبیات بلوچی در دانشگاه‌های ایران بوده‌اند. در سال ۱۳۹۴ دفتر برنامه‌ریزی آموزشی وزارت علوم، تحقیقات و فناوری اعلام کرد که وزارت علوم مجوز تدریس زبان و ادبیات بلوچی به‌صورت دو واحد درسی اختیاری در دورهٔ کارشناسی در دانشگاه‌های استان سیستان و بلوچستان و دانشگاه ولایت ایرانشهر را صادر کرده است.